# NGC 2667
NGC 2667 je galaksija u zviježđu Raku.

## Vanjske poveznice
- SEDS: NGC 2667